# Errata
Una errata és una equivocació material comesa en l'imprès o manuscrit.

## Etimologia
Ve Del pl. lat. errāta (coses errades).

## Història
L'errata en llibres impresos que es pot citar com la primera es troba en el “ Psalmorum Codex”, i precisament en el colofó de la primera obra que en tenia, editada per Fust i Peter Schoeffer a Mainz el 1457, que diu, a la primera línia, “Spalmorum” en comptes de “Psalmorum”.

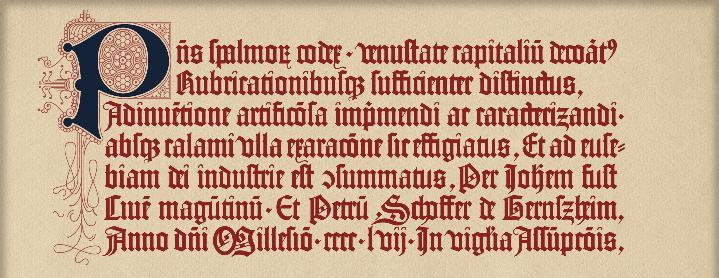
Colofó Psalmorum Codex de Fust i Schöffer, 1457

El llibre més antic que es coneix amb Fe d' errates és el de les “ Sátires”, de Juvenal, imprès a Venezia el 1478 per Gabriel Petrus, i en el qual al final de cada una de les XVI Sàtires hi ha una fe d'errates.
L'any 1608, el cardenal Roberto Belarminoes va veure obligat a publicar unes 88 pàgines consignant les errates de les seves obres.
El 1687;el frare dominicà F. Caccia va fer una llista de 111 pàgines de les errates que hi havia en una edició de la “ Summa Theologica” de Sant Tomàs .
A España, la fe d' errates fou un requisit legal a partir de la pragmàtica de Felipe II del 7 de setembre de 1558, i tenia per objecte que ho imprès fos còpia fidel del text aprovat pels censors, i es nomenava un corrector oficial.
Joaquín Ibarra (1726-1785), el gran impressor aragonès, va dir que “ una obra no és perfecta si li falta la fe d' errates”, i Johannes Froben (ca. 1460-1527), impressor de Basilea: “El comprador d'un llibre ple d' errates, realment no compra un llibre, sinó una molèstia”.
A la primera edició del “ Diccionari de la Llengua Catalana”, de Pompeu Fabra, hi havia una llista amb més de 2.000 errates per corregir.
Joan Amades en “El llibre segons el poble”, explica el cas d'un impressor vanitós que acabada una gran obra volia posar-hi: “ En aquest llibre no hi fe d' errades”, però hi va posar: “ En aquest llibre no hi ha fe de rrates”.

## Fe d'errates
La fe d'errates d'un llibre o publicació és un mètode usual d'edició posterior a la producció d'un llibre o document, en el qual els errors que s'han detectat en l'exemplar imprès s'enumeren en una pàgina de paper, que s'afegeix al llibre, amb la correcció que caldria fer en cada cas. En general, una pàgina de fe d'errates s'emet molt poc temps després que el text original, s'hagi publicat.
És un mètode usual que s'utilitza per "editar" obres molt voluminoses; o sigui aquelles en les quals el cost de realitzar la correcció en tots els exemplars impresos resultaria excessiu o fer el canvi seria molt enutjós. És un mètode acceptable mitjançant el qual es pot editar un escrit o llibre.
És important notar que la fe d'errata només ha de referir-se a petits errors en el text (per exemple, errors d'escriptura, d'ortografia o de puntuació). En canvi si es detecta un error important en la construcció d'una oració, o si la construcció és tal que la idea transmesa per l'oració és fosca o distorsionada al punt que la mateixa és confusa o errònia, aquest error ha de ser corregit dins del llibre o document i no mitjançant una fe d'errata.